# Nanaia

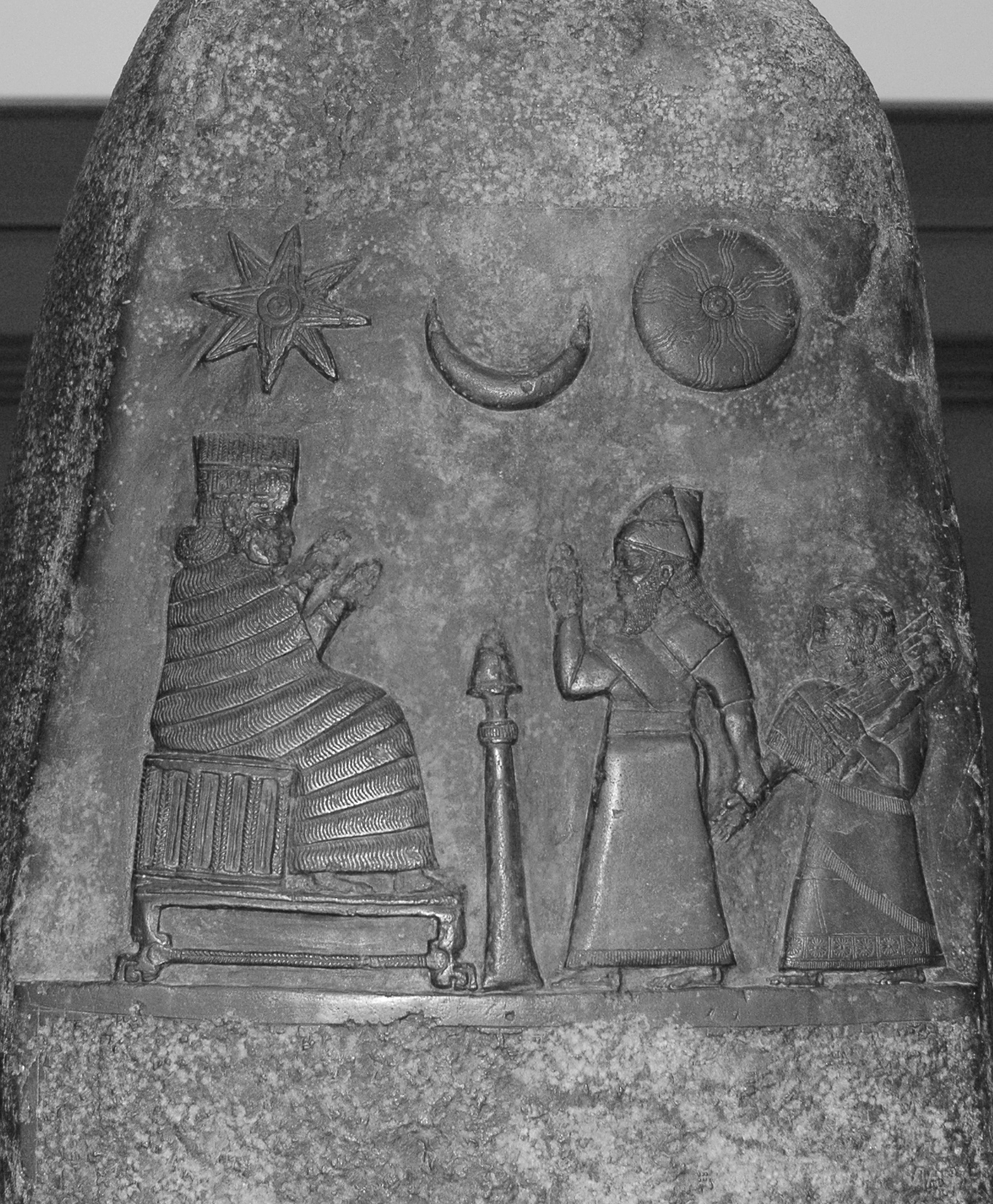
O cudurru da ' é uma estela do Rei. Nanaia, sentada em um trono, está sendo apresentada à filha do rei, Ḫunnubat-Nanaia. Estela de calcário do período cassita, Museu do Louvre.

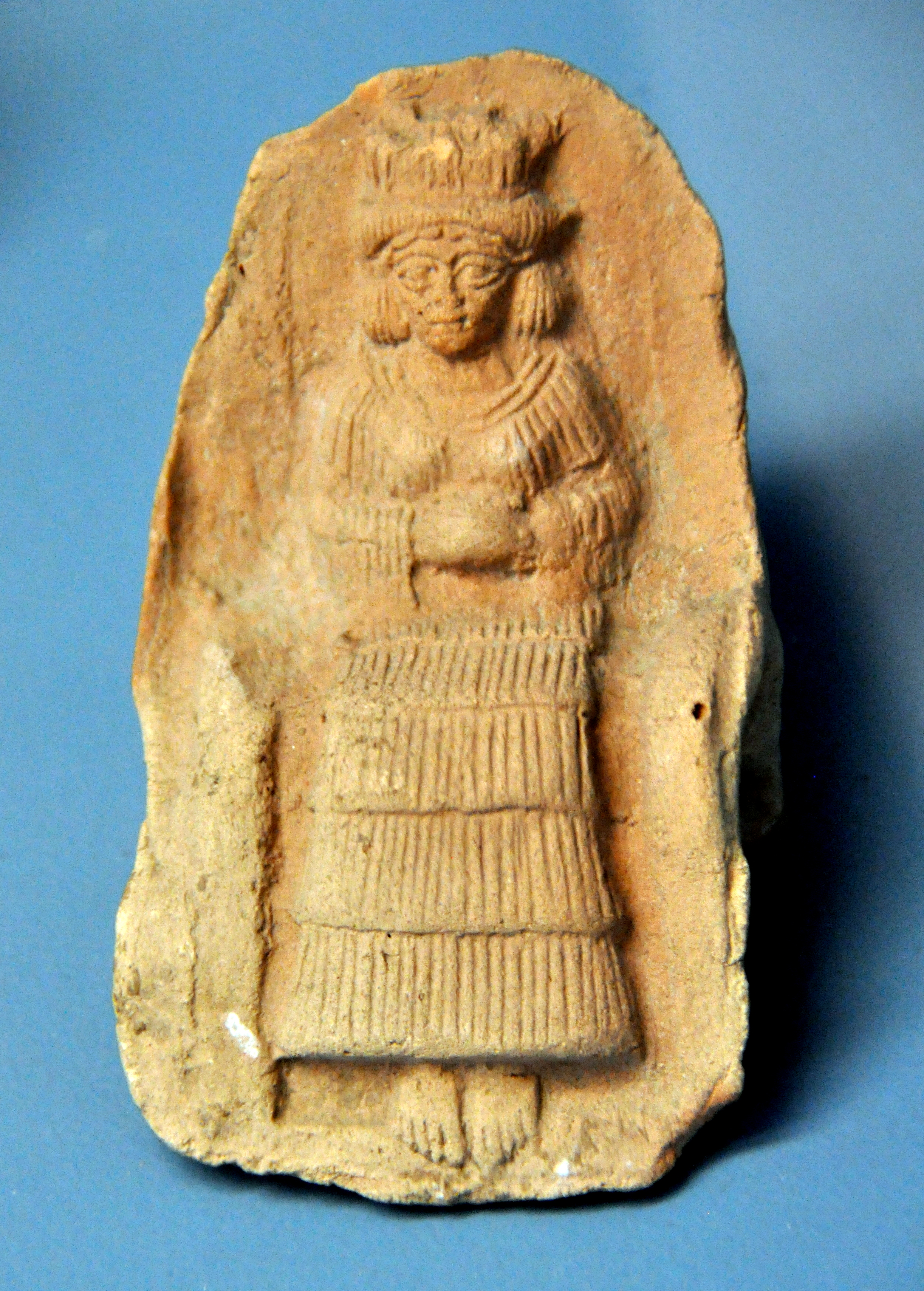
Placa de terracota de uma deusa sentada, Nanaia, de Guirsu. Período cassita. Museus Arqueológicos de Istambul, Istambul

Nanaia é o nome canônico para uma deusa adorada pelos sumérios e pelo acadianos, uma divindade que personificava a volúpia e a sexualidade, e a guerra. Seu culto era grande e se espalhou até Egito, Síria e Irã. Mais tarde, ela se sincretizou como um aspecto de Inana.